# Schalck
Schalck ist ein Familienname. Zu Herkunft und Bedeutung siehe Schalch.

## Namensträger
- Alexander Schalck-Golodkowski (1932–2015), deutscher Politiker (SED)
- Ernst Schalck (1827–1865), deutscher Maler, Zeichner und Karikaturist
- Henrich Schalck (1760–1828), deutscher Buchbinder und Politiker, MdL Waldeck
- Mejdi Schalck (* 2004), französischer Sportkletterer